# Кінгс (графство, Нью-Брансвік)
Графство Кінгс (англ. Kings) — графство в Канаді, у провінції Нью-Брансвік.

## Населення
За даними перепису 2016 року, графство нараховувало 68941 жителя, показавши скорочення на 1%, у порівнянні з 2011-м роком. Середня густина населення становила 19,8 осіб/км².
З офіційних мов обидвома одночасно володіли 11 545 жителів, тільки англійською — 56 815, тільки французькою — 45, а 85 — жодною з них. Усього 1 410 осіб вважали рідною мовою не одну з офіційних, з них 5 — одну з корінних мов, а 5 — українську.
Працездатне населення становило 63,6% усього населення, рівень безробіття — 9% (11,2% серед чоловіків та 6,5% серед жінок). 88,4% були найманими працівниками, 9,9% — самозайнятими.
Середній дохід на особу становив $47 041 (медіана $36 055), при цьому для чоловіків — $58 549, а для жінок $35 938 (медіани — $46 536 та $27 845 відповідно).
29,1% мешканців мали закінчену шкільну освіту, не мали закінченої шкільної освіти — 16,1%, 54,8% мали післяшкільну освіту, з яких 37% мали диплом бакалавра, або вищий, 190 осіб мали науковий ступінь.
| Статево-вікова структура населення | Статево-вікова структура населення | Статево-вікова структура населення | Статево-вікова структура населення | Статево-вікова структура населення |
| ---------------------------------- | ---------------------------------- | ---------------------------------- | ---------------------------------- | ---------------------------------- |
|                                    |                                    |                                    |                                    |                                    |
| Всього                             | Всього                             | 48,9%51,1%                         |                                    |                                    |
| 0 — 14 років                       | 0 — 14 років                       |                                    | 17,4%                              | 17,4%                              |
| 15 — 64 років                      | 15 — 64 років                      |                                    | 64,7%                              | 64,7%                              |
| 65 і більше                        | 65 і більше                        |                                    | 18%                                | 18%                                |
| 85 і більше                        | 85 і більше                        |                                    | 1,8%                               | 1,8%                               |
| 100 і більше                       | 100 і більше                       |                                    | 0%                                 | 0%                                 |
| Середній вік (років)               | Середній вік (років)               | 41,242,5                           | 41,9                               | 41,9                               |
| Медіана (років)                    | Медіана (років)                    | 43,444,7                           | 44,1                               | 44,1                               |
| — чоловіки — жінки                 |                                    |                                    |                                    |                                    |

| Походження мешканців:     | Походження мешканців:     | Походження мешканців: | Походження мешканців: | Походження мешканців: |
| ------------------------- | ------------------------- | --------------------- | --------------------- | --------------------- |
| Походження                |                           |                       | осіб                  | %                     |
| Корінні американці        | Корінні американці        |                       | 2 375                 | 3.48%                 |
| Інше північноамериканське | Інше північноамериканське |                       | 32 995                | 48.42%                |
| Європейське               | Європейське               |                       | 48 535                | 71.22%                |
| британське                | британське                |                       | 42 855                | 62.88%                |
| французьке                | французьке                |                       | 11 490                | 16.86%                |
| українське                | українське                |                       | 475                   | 0.7%                  |
| Карибське                 | Карибське                 |                       | 245                   | 0.36%                 |
| Латинськоамериканське     | Латинськоамериканське     |                       | 100                   | 0.15%                 |
| Африканське               | Африканське               |                       | 385                   | 0.56%                 |
| Азійське                  | Азійське                  |                       | 1 590                 | 2.33%                 |
| Океанійське               | Океанійське               |                       | 70                    | 0.1%                  |

| Зайнятість населення за галузями (за класифікацією NOC): | Зайнятість населення за галузями (за класифікацією NOC): | Зайнятість населення за галузями (за класифікацією NOC): | Зайнятість населення за галузями (за класифікацією NOC): | Зайнятість населення за галузями (за класифікацією NOC): |
| -------------------------------------------------------- | -------------------------------------------------------- | -------------------------------------------------------- | -------------------------------------------------------- | -------------------------------------------------------- |
|                                                          |                                                          |                                                          |                                                          |                                                          |
| Управління                                               | Управління                                               |                                                          | 11,2%                                                    | 11,2%                                                    |
| Бізнес, фінанси та адміністрування                       | Бізнес, фінанси та адміністрування                       |                                                          | 14,1%                                                    | 14,1%                                                    |
| Природничі та прикладні науки                            | Природничі та прикладні науки                            |                                                          | 6,9%                                                     | 6,9%                                                     |
| Охорона здоров'я                                         | Охорона здоров'я                                         |                                                          | 9,3%                                                     | 9,3%                                                     |
| Освіта, правозахист, муніципальні та урядові служби      | Освіта, правозахист, муніципальні та урядові служби      |                                                          | 12,7%                                                    | 12,7%                                                    |
| Мистецтво, культура, відпочинок та спорт                 | Мистецтво, культура, відпочинок та спорт                 |                                                          | 1,9%                                                     | 1,9%                                                     |
| Роздрібна торгівля та послуги                            | Роздрібна торгівля та послуги                            |                                                          | 20,9%                                                    | 20,9%                                                    |
| Гуртова торгівля, транспорт та обладнання                | Гуртова торгівля, транспорт та обладнання                |                                                          | 16,3%                                                    | 16,3%                                                    |
| Природні ресурси, сільське господарство                  | Природні ресурси, сільське господарство                  |                                                          | 3,2%                                                     | 3,2%                                                     |
| Виробництво                                              | Виробництво                                              |                                                          | 3,5%                                                     | 3,5%                                                     |

## Населені пункти
До графства входять містечка Гемптон, Гранд-Бей-Вестфілд, Квіспемсіс, Ратсей, Сассекс, парафії Апем, Вестфілд, Вотерфорд, Гаммонд, Гейвлок, Гемптон, Гринвіч, Кардвелл, Карс, Кінгстон, Нортон, Ратсей, Сассекс, Спрігфілд, Стадголм, села Нортон, Сассекс-Корнер, а також хутори, інші малі населені пункти та розосереджені поселення.

## Клімат
Середня річна температура становить 5,3°C, середня максимальна – 22,5°C, а середня мінімальна – -14,9°C. Середня річна кількість опадів – 1 195 мм.
| Клімат поселення                              | Клімат поселення | Клімат поселення | Клімат поселення | Клімат поселення | Клімат поселення | Клімат поселення | Клімат поселення | Клімат поселення | Клімат поселення | Клімат поселення | Клімат поселення | Клімат поселення | Клімат поселення |
| Показник                                      | Січ.             | Лют.             | Бер.             | Квіт.            | Трав.            | Черв.            | Лип.             | Серп.            | Вер.             | Жовт.            | Лист.            | Груд.            |                  |
| Середній максимум, °C                         | −2,69            | −1,54            | 3,79             | 10,02            | 16,36            | 21,20            | 22,48            | 21,76            | 17,54            | 11,73            | 6,06             | −1,1             |                  |
| Середня температура, °C                       | −8,78            | −7,64            | −2,29            | 3,94             | 10,28            | 15,12            | 18,25            | 17,53            | 13,31            | 7,50             | 1,83             | −5,33            |                  |
| Середній мінімум, °C                          | −14,87           | −13,72           | −8,38            | −2,14            | 4,19             | 9,03             | 14,02            | 13,30            | 9,08             | 3,28             | −2,41            | −9,57            |                  |
| Норма опадів, мм                              | 119              | 84               | 108              | 93               | 97               | 86               | 90               | 71               | 102              | 112              | 113              | 120              |                  |
| Середньомісячна швидкість вітру, м/с          | 3.63             | 3.64             | 3.77             | 3.69             | 3.32             | 2.90             | 2.60             | 2.49             | 2.71             | 3.10             | 3.36             | 3.60             |                  |
| Середньомісячна сонячна радіація, кДж/м²·день | 5298             | 8541             | 12218            | 15237            | 18203            | 20226            | 19952            | 17710            | 13287            | 8553             | 5053             | 4087             |                  |
| --------------------------------------------- | ---------------- | ---------------- | ---------------- | ---------------- | ---------------- | ---------------- | ---------------- | ---------------- | ---------------- | ---------------- | ---------------- | ---------------- | ---------------- |
| Джерело:                                      |                  |                  |                  |                  |                  |                  |                  |                  |                  |                  |                  |                  |                  |